# 27e cérémonie des Goyas

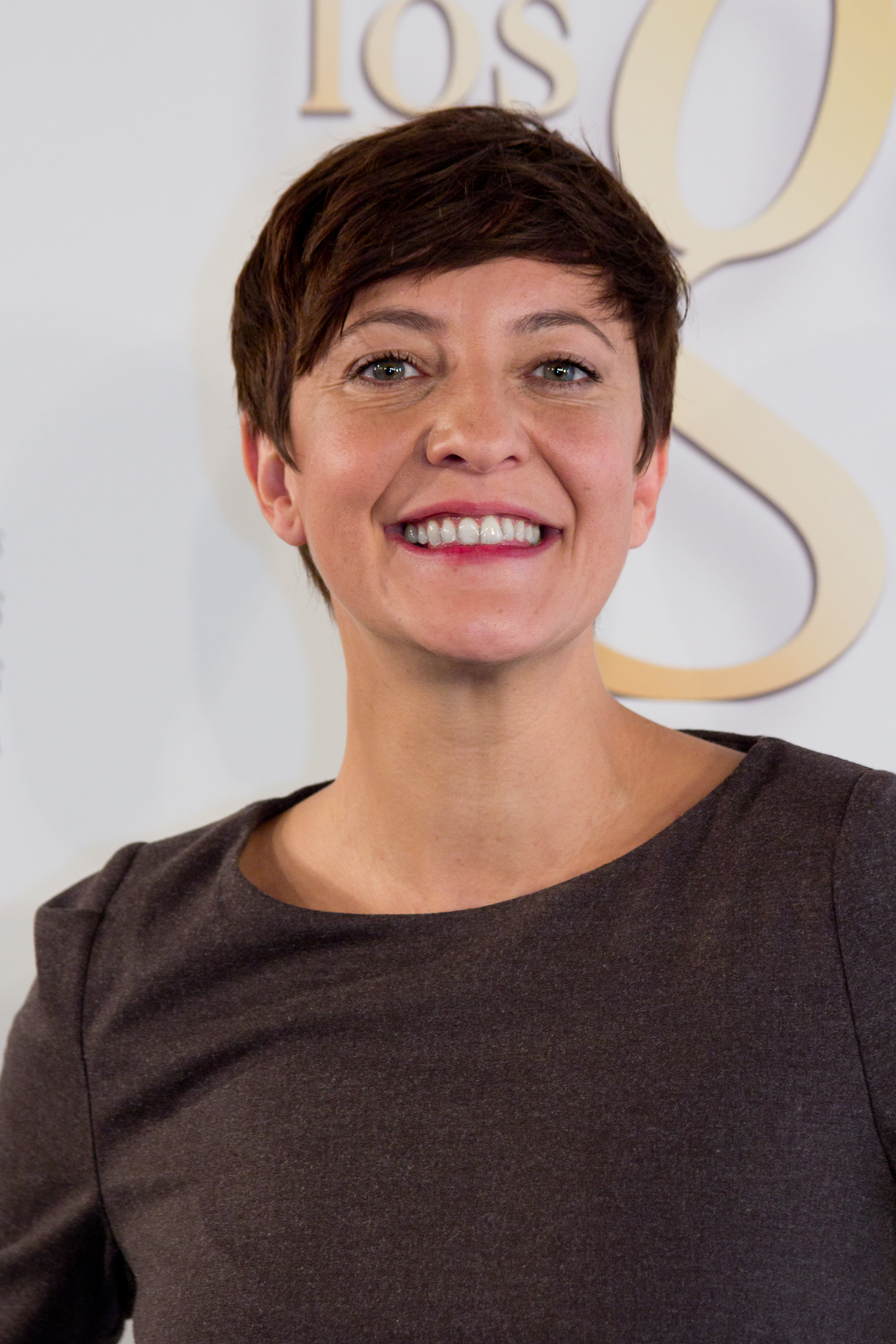
Eva Hache, présentatrice de la cérémonie.

La 27e cérémonie des Goyas (ou Premios Goya), organisée par l'Academia de las artes y las ciencias cinematográficas de España, a eu lieu le 17 février 2013 au Palais municipal des congrès de Madrid et a récompensé les films sortis en 2012. Elle a été présentée par Eva Hache (es).
Les nominations ont été annoncées le 8 janvier 2013.

## Palmarès

### Meilleur film
- Blancanieves
  - L'Artiste et son modèle (El artista y la modelo)
  - Groupe d'élite (Grupo 7)
  - The Impossible (Lo imposible)

### Meilleur réalisateur
- Juan Antonio Bayona pour The Impossible (Lo imposible)
  - Pablo Berger pour Blancanieves
  - Fernando Trueba pour L'Artiste et son modèle (El artista y la modelo)
  - Alberto Rodríguez pour Groupe d'élite (Grupo 7)

### Meilleur acteur
- José Sacristán pour El muerto y ser feliz
  - Daniel Giménez Cacho pour Blancanieves
  - Jean Rochefort pour L'Artiste et son modèle (El artista y la modelo)
  - Antonio de la Torre pour Groupe d'élite (Grupo 7)

### Meilleure actrice
- Maribel Verdú pour Blancanieves
  - Aida Folch pour L'Artiste et son modèle (El artista y la modelo)
  - Naomi Watts pour The Impossible (Lo imposible)
  - Penélope Cruz pour Venir au monde (Venuto al mondo)

### Meilleur acteur dans un second rôle
- Julián Villagrán pour Groupe d'élite (Grupo 7)
  - Josep Maria Pou pour Blancanieves
  - Antonio de la Torre pour Invasor
  - Ewan McGregor pour The Impossible (Lo imposible)

### Meilleure actrice dans un second rôle
- Candela Peña pour Les Hommes ! De quoi parlent-ils ? (Una pistola en cada mano)
  - Ángela Molina pour Blancanieves
  - María León pour Carmina o revienta
  - Chus Lampreave pour L'Artiste et son modèle (El artista y la modelo)

### Meilleur nouveau réalisateur
- Enrique Gato pour Tad l'explorateur : À la recherche de la cité perdue (Las aventuras de Tadeo Jones)
  - Paco León pour Carmina o revienta
  - Oriol Paulo pour El cuerpo
  - Isabel de Ocampo pour Evelyn

### Meilleur espoir masculin
- Joaquín Núñez pour Groupe d'élite (Grupo 7)
  - Emilio Gavira (es) pour Blancanieves
  - Àlex Monner pour Els nens salvatges
  - Tom Holland pour The Impossible (Lo imposible)

### Meilleur espoir féminin
- Macarena García pour Blancanieves
  - Carmina Barrios (es) pour Carmina o revienta
  - Cati Solivellas pour Els nens salvatges
  - Estefanía de los Santos pour Groupe d'élite (Grupo 7)

### Meilleur scénario original
- Pablo Berger pour Blancanieves
  - Fernando Trueba et Jean-Claude Carrière pour L'Artiste et son modèle (El artista y la modelo)
  - Martí Roca, Rafael Cobos López et Alberto Rodríguez pour Groupe d'élite (Grupo 7)
  - Sergio G. Sánchez (es) pour The Impossible (Lo imposible)

### Meilleur scénario adapté
- Javier Barreira, Gorka Magallón, Ignacio del Moral, Jordi Gasull et Neil Landau pour Tad l'explorateur : À la recherche de la cité perdue (Las aventuras de Tadeo Jones)
  - Jorge Guerricaechevarría et Sergio G. Sánchez pour Fin
  - Javier Gullón et Jorge Arenillas pour Invasor
  - Ramón Salazar Hoogers pour Tengo ganas de ti
  - Manuel Rivas pour Todo es silencio

### Meilleure direction artistique
- Alain Bainée pour Blancanieves
  - Pilar Revuelta pour L'Artiste et son modèle (El artista y la modelo)
  - Eugenio Caballero pour The Impossible (Lo imposible)
  - Pepe Domínguez del Olmo pour Groupe d'élite (Grupo 7)

### Meilleurs costumes
- Paco Delgado pour Blancanieves
  - Lola Huete pour L'Artiste et son modèle (El artista y la modelo)
  - Fernando García pour Groupe d'élite (Grupo 7)
  - Vicente Ruiz pour La Bande à Picasso

### Meilleurs maquillages et coiffures
- Sylvie Imbert et Fermín Galán pour Blancanieves
  - Sylvie Imbert et Noé Montés L'Artiste et son modèle (El artista y la modelo)
  - Alessandro Bertolazzi, David Martí et Montse Ribé pour The Impossible (Lo imposible)
  - Yolanda Piña pour Groupe d'élite (Grupo 7)

### Meilleure photographie
- Kiko de la Rica pour Blancanieves
  - Daniel Vilar pour L'Artiste et son modèle (El artista y la modelo)
  - Óscar Faura pour The Impossible (Lo imposible)
  - Álex Catalán pour Groupe d'élite (Grupo 7)

### Meilleur montage
- Elena Ruiz and Bernat Villaplana pour The Impossible (Lo imposible)
  - Fernando Franco pour Blancanieves
  - Marta Velasco pour L'Artiste et son modèle (El artista y la modelo)
  - José M. G. Moyano pour Groupe d'élite (Grupo 7)
  - David Pinillos et Antonio Frutos pour Invasor

### Meilleur son
- Peter Glossop, Marc Orts et Oriol Tarragó pour The Impossible (Lo imposible)
  - Sergio Burmann, Nicolás de Poulpiquet et James Muñoz pour Invasor
  - Pierre Gamet, Nacho Royo-Villanova et Eduardo García Castro pour L'Artiste et son modèle (El artista y la modelo)
  - Daniel de Zayas Ramírez, Nacho Royo-Villanova et Pelayo Gutiérrez pour Groupe d'élite (Grupo 7)

### Meilleurs effets visuels
- Pau Costa and Félix Bergés pour The Impossible (Lo imposible)
  - Reyes Abades et Ferrán Piquer pour Blancanieves
  - Reyes Abades et Isidro Jiménez pour Invasor
  - Juan Ventura pour Groupe d'élite (Grupo 7)

### Meilleure chanson originale
- No te puedo encontrar de Pablo Berger et Juan Gómez extrait de Blancanieves
  - Líneas paralelas de Víctor M. Peinado, Pablo Cervantes Gutiérrez et Pablo José Fernández Brenes extrait de Els nens salvatges
  - L'as tu vue ? de Alfonso Albacete and Juan Bardem Aguado extrait de La Bande à Picasso
  - Te voy a esperar by Juan Magán extrait de Tad l'explorateur : À la recherche de la cité perdue (Las aventuras de Tadeo Jones)

### Meilleure musique originale
- Alfonso de Villalonga pour Blancanieves
  - Julio de la Rosa pour Groupe d'élite (Grupo 7)
  - Álex Martínez and Zacarías M. de la Riva pour Tad l'explorateur : À la recherche de la cité perdue (Las aventuras de Tadeo Jones)
  - Fernando Velázquez pour The Impossible (Lo imposible)

### Meilleur film européen
- Intouchables  France
  - De rouille et d'os  France/ Belgique
  - Dans la maison  France
  - Shame  Royaume-Uni

### Meilleur film étranger en langue espagnole
- Juan of the Dead  Cuba/ Espagne
  - 7 cajas  Paraguay
  - Después de Lucía  Mexique/ France/ Pays-Bas
  - Enfance clandestine (Infancia clandestina)  Argentine/ Espagne/ Brésil

### Meilleur film d'animation
- Tad l'explorateur : À la recherche de la cité perdue (Las aventuras de Tadeo Jones)
  - El corazón del roble
  - O apóstolo
  - The Wish Fish

### Meilleur film documentaire
- Hijos de las nubes, la última colonia
  - Contra el tiempo
  - Los mundos sutiles
  - Mapa

### Meilleur court métrage de fiction
- Aquel no era yo
  - La boda
  - Ojos que no ven
  - Voice Over

### Meilleur court métrage d'animation
- El vendedor de humo
  - Alfred y Anna
  - La mano de Nefertiti
  - ¿Por qué desaparecieron los dinosaurios?

### Meilleur court métrage documentaire
- A Story for the Modlins
  - El violinista de Auschwitz
  - Las viudas de Ifni
  - Un cineasta en La Codorniz

### Premio Goya d'honneur
- Concha Velasco